# الثورة الأرمنية 2018
نظمت مختلف الأحزاب السياسية والجماعات المدنية بقيادة النائب نيكول باشينيان (رئيس حزب العقد المدني) احتجاجات مناهضة للحكومة في أرمينيا (بالأرمنية: ՄերժիրՍերժին) وذلك في عام 2018. انطلقت الاحتجاجات والمسيرات ضد الرئيس السابق ورئيس الوزراء سيرج سركسيان باعتباره أقوى شخصية في حكومة جمهورية أرمينيا. في 23 أبريل اعترف سركسيان قائلا: «"لقد كنت مخطئا حين قلت أن نيكول باشنيان كان على حق» ثم استقال من منصبه.

## ترشيح سركسيان لمنصب رئيس الوزراء
بدأت المظاهرات والاحتجاجات في آذار/مارس 2018، وكان عدد من أعضاء الحزب الجمهوري لم يستبعدوا خيار ترشيح سيرج سركيسيان كرئيس للوزراء. وقد احتج المتظاهرون في مقر الحزب في 14 أبريل، حيث حاصروا هناك قادة في طريقهم إلى جمع ترشيحات رسمية لسيرج سركيسيان على أمل ترشيحيه لمنصب رئيس الوزراء في وقت لاحق. لكن وفي المقابل فقد عقد الحزب الجمهوري اجتماعه خارج العاصمة يريفان وصوَّت بالإجماع رسميا على ترشيح سيرج سركسيان لمكتب رئيس الوزراء، كما أيد حزب الطاشناق حكم الحزب الجمهوري.

## الاحتجاجات

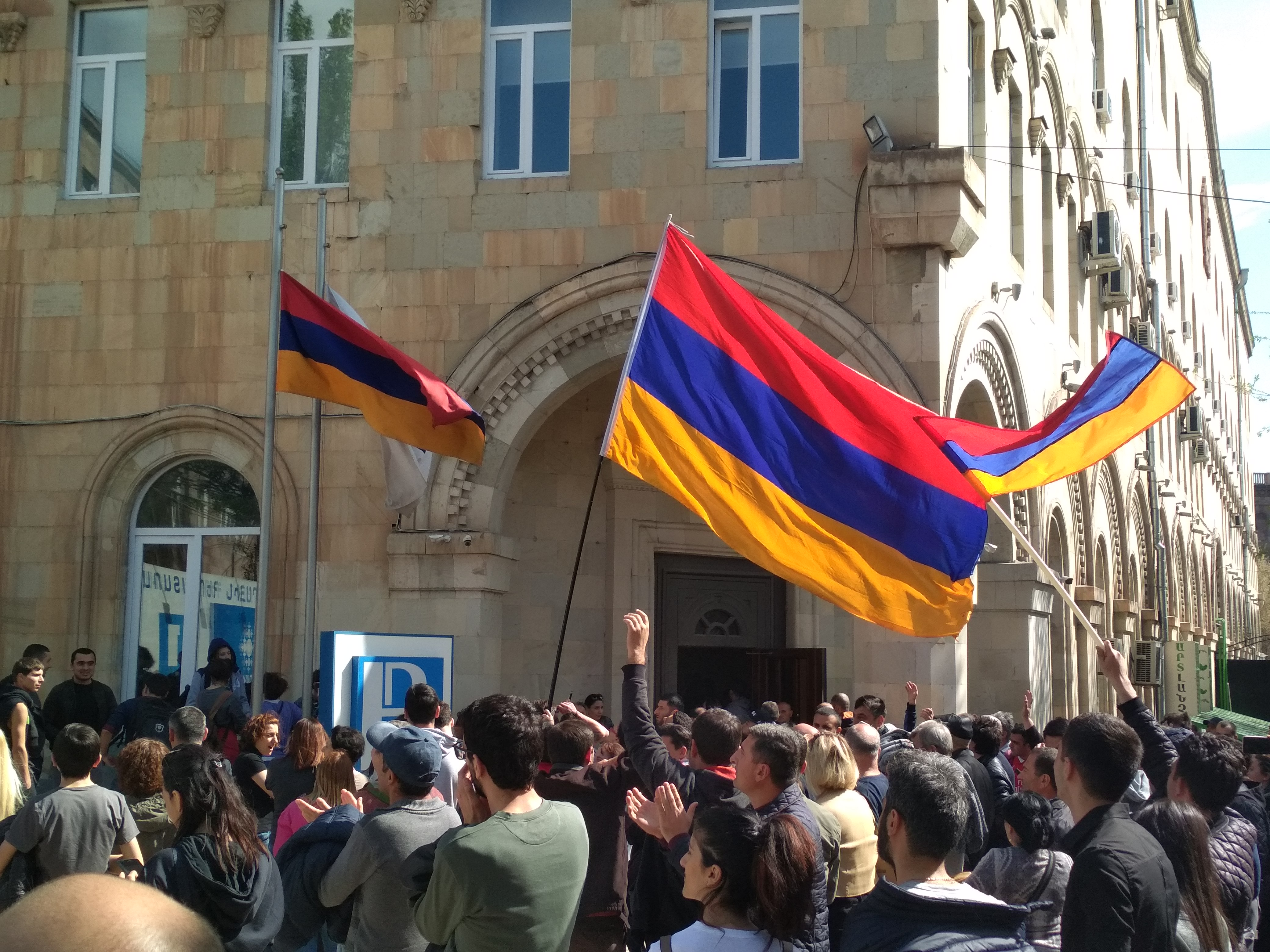
احتجاجات الآرمن في 12 نيسان/أبريل 2018

خرج نحو 100 من المحتجين للشارع وناموا فيه بين عشية وضحاها وذلك في أول يوم من الاحتجاجات ونفس الأمر قام به متظاهرون آخرون حيث تجمعوا حول الحدائق والأماكن العامة وطالبوا بإسقاط الحكومة. واعتبارا من صباح اليوم الأحد لم تبذل الشرطة الأرمنية أي جهد في تعطيل أو قمع المظاهرات.
في يوم الاثنين الموافق لـ 16 أبريل/نيسان بدأت الحملة تخرج عن إطارها السلمي وتدخل في إطار العصيان المدني ولا سيما بعدما رفع البعض لافتات مفادها «اتخاذ خطوة رفض لسيرج».
اقتحم المتظاهرون مبنى مكتب رئيس الوزراء يوم 17 أبريل ومنعوا أعضاء الجمعية الوطنية من دخوله بهدف منع التصويت، إلا أن شرطة مكافحة الشغب منعتهم من التقدم وساعدت أعضاء الجمعية الوطنية في الدخول للمكتب.
بعد انتخاب الرئيس السابق سيرج سركيسيان كرئيس للوزراء استمرت الاحتجاجات في النمو رغم احتجاز الشرطة لمئات المتظاهرين، أما رئيس الوزراء فقد رد على طلب الحكومة بخصوص استعادة السيطرة على القصر الرئاسي الذي كان فيه قبل أسابيع قليلة وتوعدهم بحل للموضوع في أقرب وقت ممكن. وفي الوقت ذاته كانت وصلت الحشود زحفها وتواصل جذب المزيد من الاهتمام حتى بلغت نحو 50,000 متظاهر غاضب في شوراع المدن الأرمينية. في ليلة 21 أبريل؛ قام عدد كبير من المتظاهرين بإغلاق كل ممرات وشوارع العاصمة مما أثر على حركة السير واضطرت حينها الشرطة إلى الانتشار في جميع أنحاء البلاد بهدف حفظ الأمن والسلامة.
دعا رئيس الوزراء الجديد مرارا وتكرار لإجراء محادثات مع زعيم حركة الاحتجاج نيكول باشينينان على الرغم من باشينيان نفسه كان قد قال إنه على استعداد لمناقشة شروط استقالة رئيس الوزراء. بعد المسيرة الضخمة زار الرئيس الأرميني مساء يوم 21 أبريل نيكول وأجرى معه دردشة قصيرة  ثم وافق باشينيان على لقاء رئيس الوزراء في العاشرة صباحا من يوم 22 نيسان/أبريل قائلا: «أعتقد أن موضوع الحوار سيكون استقالة سيرج سركيسيان».

### 22 نيسان/أبريل
استمر الاجتماع لمدة ثلاث دقائق فقط،  وفشل الطرفان في تحقيق أي شيء؛ وخرج سركسيان للعلن واتهم المعارضة بـ «الابتزاز». خلال الاجتماع، طلب سركسيان من باشينيان عدم التحدث باسم الشعب ومحاولة الابتعاد عن إصدار إنذارات للحكومة نظرا لانخفاض مستوى دعم تحالفه السياسي (أقل من 10 في المئة من الأصوات)، كما حذره قائلا: «يبدو أنك لم تتعلم من دروس الواحد من مارس» في إشارة إلى حادث مقتل 10 من المتظاهرين من قِبل الشرطة خلال احتجاجات انتخابه قبل 10 سنوات من الآن.
مباشرة بعد الاجتماع، قاد باشينيان سربا من أنصاره من موقع الاجتماع في ساحة الجمهورية في مسيرة طويلة جابت كل الشوارع وصولا لمنطقة يريفان ديستريكت حيث كانت في استقبالهم هناك شرطة مكافحة الشغب التي استعملت القنابل الصوتية لتفريق المتظاهرين واعتقلت باشينيان ثم تلتها بحملة اعتقالات واسعة شملت العشرات من المحتجين، بما في ذلك نائبا المعارضة ساسون ميكايلين وأرارات ميرزويان. تواصلت الاحتجاجات في جميع أنحاء المدينة، وقبل المساء كان عدد المتظاهرين المعتقلين قد بلغ 232،  ووفقا لإذاعة أوروبا الحرة فإن عشرات الآلاف  قد تجمعوا في ساحة الجمهورية واستمروا في المطالبة باستقالة سيرج سركسيان. وأصدرت الشرطة بيانا قالت فيه أن كل من باشينيان وميكاليان وميرزويان قد احتجزوا لمدة 72 ساعة بسبب اتهامات جنائية موجهة إليهم.

### 23 نيسان/أبريل
استأنفت الاحتجاجات في 23 نيسان/أبريل ونشرت وسائل إعلام محلية على أن أعضاء حاليين وسابقين من القوات المسلحة الأرمينية بما في ذلك المشاركين في الاشتباكات الأذربيجانية الأرمنية 2016 قد انضموا للمسيرات للمرة الأولى. وقد أكدت هذه المعلومات في وقت لاحق وزارة الدفاع.

### 25 نيسان/أبريل
دعا باشينيان إلى تجديد الاحتجاجات في 25 نيسان/أبريل وذلك عقب المحادثات التي أجراها مع الحزب الجمهوري والتي أُلغيت بسبب رفض الشروط المسبقة التي وضعها باشينيان، وكان باشينيان نفسه قد صرح في وقت سابق مؤكدا على أن الحزب الجمهوري ليس له الحق في تولي السلطة في أرمينيا، وأن «المرشِّح» ينبغي عليه التفكير في تعيين رئيس وزراء قبل عقد انتخابات مبكرة، وأضاف أن حركة الاحتجاج يجب أن تُرشح رئيس وزراء جديد قبل إجراء الانتخابات أصلا وهو موقف مرفوض من قبل الحكومة الحالية التي ترى في هذا التصرف مخالَفة صارخة للقانون الأرميني. خرج المحتجين إلى الشوارع ككتلة وحاولوا قطع الطريق إلى المطار الدولي في يريفان كما حاولوا قطع الطريق المؤدي إلى الحدود مع جورجيا. وفي الوقت نفسه، أيد حزب الاتحاد الثوري الأرمني حركة باشينيان وأعلن عن دعمه علنا لحركة الاحتجاجات ثم انسحب من الائتلاف الحاكم.

### 1 أيار/مايو
عقد البرلمان الأرميني انتخابات جديدة لاختيار رئيس وزراء جديد، وكان زعيم المعارضة باشينيان هو المرشح الوحيد. بٌثت الانتخابات البرلمانية على الهواء مباشرة لمدة 9 ساعات في ساحة الجمهورية وقد شاهدها أزيد من 100.000 شخص. بالرغم من كل هذا فإن حزب الأغلبية حاول منع ترشيح نيكول من خلال التصويت ضده باستثناء واحد. بعد الانتخابات؛ قام مجموعة من المطربين الأرمينيين مثل إيفيتا موكوشيان وسونا شاهغالديان بمحاولة حشد الأصوات صالح نيكول باشينيان من خلال تأليف أغاني تحتوي على كلمات ملهمة. بعد كل هذه الوقائع مشى باشينيان نحو ساحة الجمهورية وتوعد بالقيام بإضراب جديد في اليوم التالي، ثم منع كل وسائل النقل من الحركة ابتداء من الساعة 8:15 صباحا حتى الـ 5 مساء ثم جمع جمعا غفيرا آخر بحلول الساعة 7 مساء ونظم احتجاجات جديدة.

### 2 أيار/مايو
بالرغم من أن المظاهرات كانت سلمية في معظمها إلا أن الشرطة حظرت كل التجمعات في الشوارع والطرق السريعة في جميع أنحاء البلاد، لكن وفي المقابل فقد خاض عشرات العمال ومجموعة من الشركات إضرابا عاما مما تسبب في قطع الطريق الرئيسي الموصل للمطار في العاصمة. الأمور لم تتوقف عند هذا الحد بل استمرت حيث تم إغلاق المعابر البرية.
تجمع أزيد من 150.000 شخص في ساحة الجمهورية للاستماع لمحاضرة باشينيان التي ذكر فيها أن الحزب الحاكم قد قرر دعم ترشيحه في الجولة المقبلة من التصويت في 8 أيار/مايو.

## ردود الفعل

### ردود الفعل المحلية
في 4 نيسان/أبريل نشر إدمون ماروكيان زعيم حزب مشرق أرمينيا الذي تعاون مع باقي الأحزاب في الخروج في مظاهرات نشر مقالا في صحيفة أرافوت شرح فيه ما حصل وذكر عدة إجراءات من العصيان المدني كوسيلة لمواجهة الائتلاف الحاكم. أما زعيم حزب الديمقراطيين خاشاتور كوكوبيليان والنائب السابق فقد حضر الاحتجاجات وأعرب عن دعمه للإجراءات. كما أيد المظاهرات العديد من الشخصيات الثي أعلنت بالفعل عن تضامنها مع حركة المعارضة؛ ولا سيما الموسيقي المعروف سيرج تانكيان من فرقة سيستم أوف أ داون الموسيقية حيث أعرب عن تضامنه ودعمه الكلي لما يحصل مشددا على أن حكم الحزب الواحد في أرمينيا أمر غير مقبول. كما شاركت بعض المنظمات من الشتات وخاصة كونغرس الأرمن في أوروبا في الاحتجاجات وأبدت دعمها للمعارضة.

### ردود الفعل الدولية
- الاتحاد الأوروبي: في 24 أبريل/نيسان أشاد رئيس وفد الاتحاد الأوروبي في أرمينيا بنجاح حملة العصيان المدني في البلاد في تغيير أهرام السلطة، واعدا كل المواطنين الآرمن بالقيام بعملية مكثفة أكثر من أجل التصديق الشامل وتعزيز اتفاق الشراكة.[40]
- : جورجيا: نشر الرئيس السابق لدولة جورجيا ميخائيل ساكاشفيلي فيديو في 23 نيسان/أبريل يُهنئ فيه الشعب الأرمني على استقالة سركسيان حيث قال: «اليوم لديكم كل الحق في أن تكونوا فخورون بأنفسكم، يجب أن يكون كل الآرمن فخورين حيث أثبتوا للعالم أجمع أن لديهم كرامة وأنهم يريدون أن العيش في ظروف خالية من الفساد ... لأرمينيا مستقبل عظيم؛ اليوم أقنعتموني، سوف أكون دائما معكم!»[41][42]
- : روسيا: أشادت المتحدثة باسم وزارة الخارجية ماريا زاخاروفا بالانتقال السلمي السلس مؤكدة على أن «روسيا دائما مع أرمينيا!»[43] كما أكدت في بيان رسمي آخر على ما يلي:

| «نأمل أن يتطور الوضع حصرا في المجال القانوني والدستوري ... يجب على جميع القوى السياسية إظهار المسؤولية والاستعداد لإجراء حوار بناء. ونحن مقتنعون بأن المطالبة بعودة الحياة إلى طبيعتها أمر مشروع لذلك سنحاول تلبية المصالح الأساسية للشقيقة أرمينيا.» |

- الولايات المتحدة: في 23 نيسان/أبريل أشاد السفير الأمريكي ريتشارد ميلز بالشرطة الأرمنية وطريقة تعاملها مع المتظاهرين المناهضين للحكومة بقيادة نيكول باشينيان وذلك من أجل تجنب إراقة الدماء خلال المواجهة التي أدت إلى استقالة رئيس الوزراء سيرج سركسيان. وكانت وزارة الخارجية قد أعربت في بيان رسمي لها عن أملها في أن يكون الخليفة [تقصد باشينيان] أفضل من السلف [ساركسيان]، كما طالبت الوزارة أرمينيا بمحاولة حث الجماعات السياسية على «تجنب تصعيد الوضع وأي أعمال عنف أخرى.»[45]